# Thomas Waddell
Thomas Waddell (1er janvier 1854 - 25 octobre 1940) était un homme politique australien qui fut brièvement le 15e premier ministre de Nouvelle-Galles du Sud. 

## Jeunesse
Il est né dans le comté de Monaghan, en Irlande, de John et Ann Waddell et a été amené en Australie à l'âge de quelques mois,. Il a élevé près du lac George, en Nouvelle-Galles du Sud, au nord de Canberra et a fait ses études secondaires au collège de Goulburn. À 15 ans, il commença à travailler comme employé de magasin, puis greffier du tribunal de la ville. Il se mit ensuite à vendre du bétail et des chevaux en 1876 et s'installa pendant quelque temps à Cooper Creek dans l'ouest du Queensland. Avec son frère, George, il acheta trois propriétés dans le grand ouest de la Nouvelle-Galles du Sud et les exploita pendant cinq ans avant de les revendre lors du boom des années 1880.

## Carrière parlementaire
En février 1887, il est élu député de Bourke et en mai de la même année, il épousa Élisabeth, fille de John James d'Orange. Lors de l'élection de juillet 1891, il perdit son siège face à James Peter Howe, mais il le regagna lors de l'élection suivante après la démission de Howe en octobre 1891,. Il fut élu député de Cobar en juillet 1894 et de Cowra en juillet 1898. En avril 1901, il devint ministre du budget dans le gouvernement See et remplit bien ses fonctions dans des moments difficiles. Lorsque See démissionna en juin 1904, il recommanda au gouverneur Sir Harry Rawsonde nommer Paddy Crick premier ministre, mais Rawson ne partagea pas ce point de vue en raison de la consommation excessive d'alcool de Crick lors des réunions du Conseil exécutif et demanda à Waddell d'occuper le poste. 
Deux mois plus tard, le gouvernement de Waddell dut faire face à une élection générale, et s'il réussit à être élu au siège de Belubula, son parti perdit la majorité devant le parti libéral de Joseph Carruthers et il démissionna le 27 août. Le parti travailliste devint l'opposition officielle. Il essaya de tenir soudé son propre parti, le Parti progressiste, mais, en mai 1907, il accepta de devenir secrétaire colonial dans le gouvernement Carruthers. Le Parti progressiste se désintégra en septembre 1907 après la nouvelle élection. 
Lorsque Charles Wade devint premier ministre en octobre 1907, Waddell devint ministre du budget jusqu'à ce que le gouvernement soit renversé par le parti travailliste de James McGowen lors de l'élection de 1910. En tant que ministre du budget, il a réduit l'impôt sur le revenu et a supprimé les droits de timbre. Il est resté député de Belubula jusqu'en 1917 et a siégé au Conseil législatif de 1917 à 1934, lorsque des élections ont été introduites au Conseil législatif.
Waddell est décédé à Ashfield, le 25 octobre 1940. Son épouse, ses trois fils et ses quatre filles lui survécurent.